# Faid
Ne doit pas être confondu avec Faïd.
Faid est une municipalité de l'arrondissement (Landkreis) de Cochem-Zell du Land de Rhénanie-Palatinat, en Allemagne. Elle fait partie de la communauté des communes de Cochem-Land qui compte 16 communes.

## Géographie
La commune de Faid est située à l'ouest de Cochem, en bordure du massif de l'Eifel.